# Lidia Zamenhof
Pour les articles homonymes, voir Zamenhof.
Lidia Zamenhof (parfois orthographié Lidja en espéranto) est une espérantiste et enseignante de l'espéranto selon la méthode Cseh née le 29 janvier 1904 à Varsovie et assassinée en 1942 dans le camp d'extermination de Treblinka.

## Biographie
Lidia Zamenhof naît le 29 janvier 1904 à Varsovie, alors dans l'Empire russe de Louis-Lazare Zamenhof, l'inventeur de l'espéranto, et Klara Zamenhof. Elle est la plus jeune fille du couple Zamenhof, sœur de Adam Zamenhof et Zofia Zamenhof. 

### Engagement pour l'espéranto
En 1913, elle apprend l'espéranto à l'âge de 9 ans, afin de pouvoir accompagner ses parents au Congrès universel d'espéranto de Berne, en Suisse.
Elle est une militante active de l'espéranto, mais aussi de l'homaranisme, ce type de citoyenneté mondiale éthico-religieuse énoncé par son père.
En avril 1930, elle se convertit à la religion baha'i. Vers la fin de 1937, elle se rend aux États-Unis d'Amérique du Nord pour y enseigner la religion baha'ie et également l'espéranto. En 1938, en raison de problèmes d'immigration aux États-Unis, elle doit retourner en Pologne où elle continue à enseigner et à traduire en espéranto de nombreux ouvrages baha'is.

### Assassinat
D'origine juive, elle est assassinée dans le camp d'extermination nazi de Treblinka à l'automne 1942.